# Think (canción de Aretha Franklin)
«Think» es un sencillo de Aretha Franklin editado en 1968 dentro del álbum Aretha now. La canción se convirtió en un himno feminista, llegando al número 7 del Billboard Hot 100, y copando lo más alto de las listas de música negra. Aretha Franklin la interpreta también en la película The Blues Brothers de 1980.

## Listas de ventas

### Aretha Franklin
| Listas                 | Máx. Posición |
| ---------------------- | ------------- |
| U.S. Billboard Hot 100 | 7             |
| U.S. Billboard R&B     | 1             |
| U.K. Singles Chart     | 26            |

- Datos: Q2291357